# Kupparkari (ö i Åbo)
Kupparkari är en ö i Finland. Den ligger i Skärgårdshavet och i kommunen Åbo i den ekonomiska regionen  Åbo ekonomiska region i landskapet Egentliga Finland, i den sydvästra delen av landet. Ön ligger nära Åbo och omkring 150 kilometer väster om Helsingfors.
Öns area är 0,2 hektar och dess största längd är 90 meter i öst-västlig riktning.